# Агуа-Бранка (Алагоас)
Агуа-Бранка (порт. Água Branca) — муниципалитет в Бразилии, входит в штат Алагоас. Составная часть мезорегиона Сертан штата Алагоас. Входит в экономико-статистический микрорегион Серрана-ду-Сертан-Алагоану. Население составляет 19 316 человек на 2007 год. Занимает площадь 455 км². Плотность населения — 42,45 чел./км².

## История
Город основан 2 июня 1919 года.

## Статистика
- Валовой внутренний продукт на 2005 год составляет 39 537 тыс. реалов (данные: Бразильский институт географии и статистики).
- Валовой внутренний продукт на душу населения на 2005 год составляет 2084 реала (данные: Бразильский институт географии и статистики).
- Индекс развития человеческого потенциала на 2000 год составляет 0,597 (данные: Программа развития ООН).

## География
Климат местности: полупустыня. В соответствии с классификацией Кёппена, климат относится к категории BShW.